# Нижние Чершилы (Сармановский район)
Нижние Чершилы — деревня в Сармановском районе Татарстана. Входит в состав Верхне-Чершилинского сельского поселения.

## География
Находится в восточной части Татарстана на расстоянии приблизительно 14 км на север-северо-запад по прямой от районного центра села Сарманово.

## История
Известна с 1762 года.
В «Списке населенных мест по сведениям 1870 года», изданном в 1877 году, населённый пункт упомянут как деревня Нижние Чиршилы (Нижние Черышлы, Крещены, Чиришлы) 4-го стана Мензелинского уезда Уфимской губернии. Располагалась при речке Чиршилинке, по левую сторону коммерческого тракта из Бирска в Мамадыш, в 50 верстах от уездного города Мензелинска и в 39 верстах от становой квартиры в селе Бережные Челны. В деревне, в 48 дворах жили 288 человек (татары, 148 мужчин и 140 женщин), была водяная мельница. Жители занимались пчеловодством.

## Население
Постоянных жителей было: в 1870 году — 288, в 1897 и 1920—538, в 1926—448, в 1938—376, в 1958—191, в 1970—176, в 1979—107, в 1989 — 54, 61 в 2002 году (татары 74 %), 53 в 2010.